# Алимарданов, Абдурахман
Абдурахман Алимарданов — советский политический деятель, депутат Верховного Совета СССР 1-го созыва (1938—1946).

## Биография
Родился в 1907 году в Кокташском районе. Член КПСС.
Участник борьбы с басмачеством, Краснознамёнец.
С 1929 года — на общественной и политической работе. В 1929—1957 году — работник текстильной промышленности, народный комиссар легкой промышленности Таджикской ССР, участник Великой Отечественной войны, народный комиссар, министр легкой промышленности Таджикской ССР.

### Политическая деятельность
Был избран депутатом Верховного Совета СССР 1-го созыва от Таджикской ССР в Совет Национальностей в результате выборов 12 декабря 1937 года.